# Роман карпатський
Роман карпатський (Anthemis cretica subsp. carpatica syn. Anthemis carpatica) — вид рослин роду роман родини айстрові.

## Поширення
Вид поширений у високогір'ї Альп, Балкан і Карпат. В Україні — Мармароський масив.

## Охорона
Роман карпатський занесений до Червоної книги України зі статусом «зникаючий». Охороняється у Карпатському біосферному заповіднику.